# San Jerónimo
San Jerónimo é uma cidade da Guatemala do departamento de Baja Verapaz.